# Chrysochlamys angustifolia
Chrysochlamys angustifolia är en tvåhjärtbladig växtart som först beskrevs av Bassett Maguire, och fick sitt nu gällande namn av B. E. Hammel. Chrysochlamys angustifolia ingår i släktet Chrysochlamys och familjen Clusiaceae. Inga underarter finns listade i Catalogue of Life.